# 영조실록
《영종대왕실록》(英宗大王實錄)은 영조 재위 기간의 실록이다. 원 명칭은 《영종지행순덕영모의열장의홍륜광인돈희체천건극성공신화대성광운개태 기영요명순철건건곤녕익문선무희경현효대왕실록》(英宗至行純德英謨毅烈章義弘倫光仁敦禧體天建極聖功神化大成廣運開泰基永堯明舜哲乾健坤寧翼文宣武熙敬顯孝大王實錄)이며, 줄여서 《영종실록》 또는 《영조실록》이라고도 한다.